# جیم شریدان
جیم شریدان (انگلیسی: Jim Sheridan؛ زادهٔ ۶ فوریهٔ ۱۹۴۹) کارگردان، فیلم‌نامه‌نویس و تهیه‌کننده اهل ایرلند است. وی از سال ۱۹۸۹ میلادی تاکنون مشغول فعالیت بوده‌است و نامزدی ۶ جایزه اسکار را در کارنامه هنری خود دارد.
از آثار او می‌توان به فیلم‌های پای چپ من (۱۹۸۹)، مزرعه (۱۹۹۰)، به نام پدر (۱۹۹۳)، در آمریکا (۲۰۰۲)، پل سن لوئیس ری (۲۰۰۴) و برادران (۲۰۰۹) اشاره کرد.